# Seznam televizních seriálů vysílaných na UPN
Seznam televizních seriálů vysílaných na UPN uvádí přehled televizních seriálů, které byly premiérově uvedeny na americké stanici UPN, jež vysílala v letech 1995–2006. Některé seriály byly následně přesunuty do programu nástupnické stanice The CW.
Pokud byl seriál vysílán v Česku, je v samostatném sloupci uveden český distribuční název pořadu.

## Dramatické seriály
V této sekci jsou uvedeny i komediálně dramatické seriály.
| Orig. název                  | Český název                     | Od   | Do   | Poznámky                                             |
| ---------------------------- | ------------------------------- | ---- | ---- | ---------------------------------------------------- |
| Star Trek: Voyager           | Star Trek: Vesmírná loď Voyager | 1995 | 2001 |                                                      |
| Marker                       | —                               | 1995 | 1995 |                                                      |
| The Watcher                  | —                               | 1995 | 1995 |                                                      |
| Legend                       | —                               | 1995 | 1995 |                                                      |
| Nowhere Man                  | Pan Nikdo                       | 1995 | 1996 |                                                      |
| Live Shot                    | —                               | 1995 | 1996 |                                                      |
| Deadly Games                 | —                               | 1995 | 1997 |                                                      |
| Swift Justice                | —                               | 1996 | 1996 |                                                      |
| The Sentinel                 | Ochránce                        | 1996 | 2001 |                                                      |
| The Burning Zone             | —                               | 1996 | 1999 |                                                      |
| Sweet Valley High            | —                               | 1997 | 1997 | přesunuto ze syndikace (1994–1997)                   |
| The Love Boat: The Next Wave | Loď lásky                       | 1998 | 1999 |                                                      |
| Mercy Point                  | —                               | 1998 | 1999 |                                                      |
| Seven Days                   | Sedm dní                        | 1998 | 2001 |                                                      |
| Legacy                       | —                               | 1998 | 1999 |                                                      |
| The Strip                    | Bulvár Strip                    | 1999 | 2000 |                                                      |
| Secret Agent Man             | —                               | 2000 | 2000 |                                                      |
| The Beat                     | —                               | 2000 | 2000 |                                                      |
| Freedom                      | Svoboda nade vše                | 2000 | 2000 |                                                      |
| Level 9                      | Sekce 9                         | 2000 | 2001 |                                                      |
| Special Unit 2               | Lovci netvorů                   | 2001 | 2002 |                                                      |
| All Souls                    | —                               | 2001 | 2001 |                                                      |
| Enterprise                   | Star Trek: Enterprise           | 2001 | 2005 | od třetí řady v originále jako Star Trek: Enterprise |
| Buffy the Vampire Slayer     | Buffy, přemožitelka upírů       | 2001 | 2003 | přesunuto z The WB (1997–2001)                       |
| Roswell                      | Roswell                         | 2001 | 2002 | přesunuto z The WB (1999–2001)                       |
| As If                        | —                               | 2002 | 2002 |                                                      |
| The Twilight Zone            | Zóna soumraku                   | 2002 | 2003 |                                                      |
| Haunted                      | Pronásledovaný                  | 2002 | 2002 |                                                      |
| Platinum                     | —                               | 2003 | 2003 |                                                      |
| Jake 2.0                     | Jake 2.0                        | 2003 | 2004 |                                                      |
| Rock Me Baby                 | —                               | 2003 | 2004 |                                                      |
| Veronica Mars                | Veronica Mars                   | 2004 | 2006 | přesunuto na The CW (2006–2007)                      |
| Kevin Hill                   | —                               | 2004 | 2005 |                                                      |
| Sex, Love & Secrets          | Sex, láska a tajemství          | 2005 | 2005 |                                                      |
| South Beach                  | —                               | 2006 | 2006 |                                                      |

## Sitcomy
| Orig. název                          | Český název    | Od   | Do   | Poznámky                                             |
| ------------------------------------ | -------------- | ---- | ---- | ---------------------------------------------------- |
| Pig Sty                              | Doupě          | 1995 | 1995 |                                                      |
| Platypus Man                         | —              | 1995 | 1995 |                                                      |
| Moesha                               | —              | 1996 | 2001 |                                                      |
| Minor Adjustments                    | —              | 1996 | 1996 | přesunuto z NBC (1995)                               |
| In the House                         | —              | 1996 | 1998 | přesunuto z NBC (1995–1996), přesunuto na NBC (1999) |
| Malcolm & Eddie                      | —              | 1996 | 2000 |                                                      |
| Goode Behavior                       | —              | 1996 | 1997 |                                                      |
| Sparks                               | —              | 1996 | 1998 |                                                      |
| Homeboys in Outer Space              | —              | 1996 | 1997 |                                                      |
| Social Studies                       | —              | 1997 | 1997 |                                                      |
| Good News                            | —              | 1997 | 1998 |                                                      |
| Hitz                                 | —              | 1997 | 1997 |                                                      |
| Head over Heels                      | —              | 1997 | 1997 |                                                      |
| Clueless                             | Praštěná holka | 1997 | 1999 | přesunuto z ABC (1996–1997)                          |
| Guys Like Us                         | —              | 1998 | 1999 |                                                      |
| DiResta                              | —              | 1998 | 1999 |                                                      |
| The Secret Diary of Desmond Pfeiffer | —              | 1998 | 1998 |                                                      |
| Reunited                             | —              | 1998 | 1998 |                                                      |
| Between Brothers                     | —              | 1999 | 1999 | přesunuto ze stanice Fox (1997–1998)                 |
| Family Rules                         | —              | 1999 | 1999 |                                                      |
| Grown Ups                            | —              | 1999 | 2000 |                                                      |
| The Parkers                          | —              | 1999 | 2004 |                                                      |
| Shasta McNasty                       | —              | 1999 | 2000 |                                                      |
| The Hughleys                         | —              | 2000 | 2002 | přesunuto z ABC (1998–2000)                          |
| Girlfriends                          | —              | 2000 | 2006 | přesunuto na The CW (2006–2008)                      |
| One on One                           | —              | 2001 | 2006 |                                                      |
| The Random Years                     | —              | 2002 | 2002 |                                                      |
| Half & Half                          | —              | 2002 | 2006 |                                                      |
| Abby                                 | —              | 2003 | 2003 |                                                      |
| The Mullets                          | —              | 2003 | 2004 |                                                      |
| Eve                                  | —              | 2003 | 2006 |                                                      |
| All of Us                            | —              | 2003 | 2006 | přesunuto na The CW (2006–2007)                      |
| Second Time Around                   | —              | 2004 | 2005 |                                                      |
| Cuts                                 | —              | 2005 | 2006 |                                                      |
| The Bad Girl's Guide                 | —              | 2005 | 2005 |                                                      |
| Everybody Hates Chris                | —              | 2005 | 2006 | přesunuto na The CW (2006–2009)                      |
| Love, Inc.                           | Láska, s.r.o.  | 2005 | 2006 |                                                      |

## Animované seriály
| Orig. název | Český název | Od   | Do   | Poznámky                            |
| ----------- | ----------- | ---- | ---- | ----------------------------------- |
| Dilbert     | —           | 1999 | 2000 |                                     |
| Home Movies | —           | 1999 | 1999 | přesunuto na Adult Swim (2001–2004) |
| Gary & Mike | —           | 2001 | 2001 |                                     |
| Game Over   | —           | 2004 | 2004 |                                     |